# Omoloi
Der Omoloi (russisch Омолой) ist ein 593 km langer Fluss bzw. Strom im Nordosten der russischen Republik Sacha (Jakutien).

## Geographische Lage
Der Omoloi entspringt im Westteil des großflächigen Ostsibirischen Berglands im Osten des Werchojansker Gebirges. Seine Quelle liegt an der Südostflanke des langgestreckten Sietindenskikamms auf etwa 650 m.
Der überwiegend nordwärts verlaufende Strom fließt durch kaum besiedeltes Gebiet und im Ober- und Mittellauf zwischen dem Sietindenskikamm im Westen und dem Kulargebirge im Osten. Dabei passiert er das Dorf Namy, das kurz vor dem Einfluss des Ulachan-Baky liegt. Danach verlässt er allmählich – den westlich des Flusses gelegenen Ulachan-Sis-Kamm passierend – das Ostsibirische Bergland und erreicht spätestens beim unterhalb der Einmündung des Ulachan-Kjuegjuljur gelegenen Chajur, wo er sich nach Nordwesten wendet, mit dem Jana-Indigirka-Tiefland den Westteil des großflächigen Ostsibirischen Tieflands; etwa 150 km östlich des Omoloi fließt mit der Jana der westliche der diesem Teilgebiet namensgebenden Ströme.
Schließlich mündet der Omoloi an der Ostküste des Buor-Chaja-Golfs in die Laptewsee, einem Teil des Nordpolarmeers.

## Hydrologie, Eisgang und Nebenflüsse
Das Einzugsgebiet des Omoloi ist etwa 38.900 km² groß und hat insbesondere im Unterlauf Sümpfe und sehr zahlreiche Seen. In diesem Gebiet sind die Still- und Fließgewässer alljährlich im Durchschnitt von Ende September oder Anfang Oktober bis Ende Mai oder Anfang Juni von Eis bedeckt. Wenn dann im Sommer Eis und Schnee schmelzen und der Permafrostboden antaut, gibt es starke Hochwasser.
Zu den Nebenflüssen des Omoloi gehören mit orografischer Zuordnung (l = linksseitig, aus dem Sietindenskikamm (oder diesen durchquerend) heranfließend; r = rechtsseitig, aus dem Kulargebirge kommend) und – wenn bekannt – Länge (flussabwärts betrachtet):
| - Buchuruk (l; 138 km) - Ulachan-Baky (l) - Sieminde (l; 98 km) | - Kuranach-Jurjach (l; 203 km) - Arga-Jurjach (l; 264 km) - Ulachan-Kjuegjuljur (r; 187 km) |

## Flora und Fauna
Der durch die Tundra mit typischer Vegetation aus Moosen und Flechten und borealen Nadelwäldern (Taiga) verlaufende Omoloi ist fischreich, zum Beispiel im Mündungsgebiet leben Arktische Maränen (Coregonus) und Lachsfische (wie Omule). Sein Einzugsgebiet ist Lebensraum unter anderem auch von Steppenwisenten.